# Narine Jeghijan
Narine Jeghijan, armenisch Նարինե Եղիյան (* 16. Dezember 1981 in Jerewan) ist eine armenische Opernsängerin in der Stimmlage Sopran.

## Leben
Jeghijan studierte von 2001 bis 2006 am Staatlichen Konservatorium Jerewan im Hauptfach Operngesang bei Nelly Pirumowa. Anschließend ergänzte sie dort ihre Ausbildung mit einem zweijährigen Aufbaustudium, das sie 2008 abschloss. Von 2009 bis 2011 war sie Gastsolistin am National Academic Opera and Ballet Theatre in Jerewan. Sie war von 2011 bis 2013 Stipendiatin der Liz Mohn Kultur- und Musikstiftung und Mitglied im Internationalen Opernstudio der Staatsoper Berlin. 2013 war Narine Jeghijan Stipendiatin des Richard-Wagner-Verbandes. Sie nahm an Meisterkursen u. a. bei Brigitte Fassbaender, Deborah Polaski, Francisco Araiza, Grace Bumbry und Patricia McCaffrey teil.
Seit der Spielzeit 2013/14 war Narine Jeghijan Mitglied des Ensembles der Staatsoper Unter den Linden in Berlin. Auf dieser Bühne sang sie die Barbarina in Le nozze di Figaro unter der Leitung von Daniel Barenboim, Angelo Custode und die Himmelsstimme in Emilio de’ Cavalieris Rappresentatione di Anima, et di Corpo unter der Leitung von René Jacobs, Papagena in der Zauberflöte, Giannetta in L’elisir d’amore, Tebaldo in Don Carlo, und eine Modistin im Rosenkavalier unter der Leitung von Sir Simon Rattle.
2013/14 sang sie die Gloria in Ernst Kreneks Vertrauenssache, Aschenputtel in Ermanno Wolf-Ferraris Aschenputtel, Woglinde im Rheingold und den ersten Sopran in Frank Martins Le vin herbé. 2015 war sie als Blumenmädchen in einer Neuproduktion des Parsifal unter der Leitung von Daniel Barenboim und als Barbara in einer Neuproduktion von Georg Philipp Telemanns Emma und Eginhard unter der Leitung von René Jacobs zu hören.
2015/16 war sie als Zerlina in Don Giovanni unter der Leitung von Massimo Zanetti und als Najade in Ariadne auf Naxos unter der Leitung von Karl-Heinz Steffens. Außerdem sang sie als Adina in L’elisir d’amore unter der Leitung von Karsten Januschke bei den Opernfestspielen St. Margarethen.
2016 debütierte sie als Pamina in der Zauberflöte unter der Leitung von Alexander Soddy und war als Amor in Orfeo ed Euridice unter der Leitung von Alessandro De Marchi zu hören. 2017 war sie die Stimme des Falken in einer Neuproduktion Die Frau ohne Schatten von Claus Guth unter der Leitung von Zubin Mehta.
In der Spielzeit 2017/18 war sie als Musetta in „La Bohème“ in der Staatsoper unter den Linden und hat als Vitellia in „La clemenza di Tito“ in der Staatstheater Braunschweig unter der Leitung von Srba Dinić debütiert.
2018/19 debütierte sie als Contessa in „Le Nozze di Figaro“ in Teatro de Bellas Artes in Mexiko-Stadt und war als Vitellia in „La clemenza di Tito“ in der Staatstheater Oldenburg zu hören.

## Repertoire

### Oper
- La Contessa in Le Nozze di Figaro von Wolfgang Amadeus Mozart
- Vitellia in La Clemenza di Tito  von Wolfgang Amadeus Mozart
- Pamina in Die Zauberflöte von Wolfgang Amadeus Mozart
- Ilia in Idomeneo von Wolfgang Amadeus Mozart
- Donna Anna, Zerlina Don Giovanni von Wolfgang Amadeus Mozart
- Marzelline in Fidelio von Ludwig van Beethoven
- Ännchen in Der Freischütz von Carl Maria von Weber
- Tebaldo in Don Carlo von Giuseppe Verdi
- Adina in L’elisir d’amore von Gaetano Donizetti
- Blumenmädchen in Parsifal von Richard Wagner
- Woglinde in Das Rheingold und Götterdämmerung von Richard Wagner
- Micaela in Carmen von Georges Bizet
- Jolanthe in Jolanthe von Peter Tschaikowsky
- Musetta in La Bohème von Giacomo Puccini
- Liu in Turandot von Giacomo Puccini
- Najade in Ariadne auf Naxos von Richard Strauss

### Konzert
- Georg Friedrich Händel: Messiah
- Johann Sebastian Bach: Weihnachtsoratorium, BWV 248
- Johann Sebastian Bach: Unser Mund sei voll Lachens, Kantate BWV 110
- Joseph Haydn: Die Schöpfung
- Giovanni Battista Pergolesi: Stabat Mater
- Felix Mendelssohn Bartholdy: Lobgesang, op. 52
- Wolfgang Amadeus Mozart: Missa c-Moll, KV 427
- Wolfgang Amadeus Mozart: Requiem d-Moll, KV 626
- Ludwig van Beethoven: 9. Sinfonie d-Moll, op. 125
- Ludwig van Beethoven: Missa solemnis (Beethoven), op. 123
- Franz Schubert: Der Hirt auf dem Felsen, op. 129
- Johannes Brahms: Ein deutsches Requiem, op. 45
- Gabriel Fauré: Requiem
- Giuseppe Verdi: Messa da Requiem
- Gustav Mahler: 2. Sinfonie c-Moll
- Arthur Honegger: König David
- Frank Martin: Le vin herbé
- Francis Poulenc: Gloria
- Heinz Werner Zimmermann: Te Deum
- Dimitri Schostakowitsch: Aus der jüdischen Volkspoesie, Lieder op. 79

## Auszeichnungen
- 2013: Stipendiatin des Richard-Wagner-Verbandes
- 2011: Stipendiatin der Liz Mohn Kultur- und Musikstiftung
- 2009: Neue Stimmen – Internationaler Gesangswettbewerb, Sonderpreis
- 2008: „Gohar Gasparyan“ – Staatlicher Gesangswettbewerb, 3. Preis
- 2006: „Tatevik Sazandaryan“ – Staatlicher Gesangswettbewerb, 1. Preis
- 2004: „Tamar Shahnazaryan“ – Staatlicher Gesangswettbewerb, Sonderpreis